# 耕莘健康管理專科學校
耕莘健康管理專科學校（Cardinal Tien Junior College of Healthcare and Management），簡稱耕莘專校，為一所五年制專科學校，並設有二年制在職專班，擁有新店、宜蘭兩校區，目前兩校區共有6個科系。

## 歷史
- 1971年 私立耕莘高級護理助產職業學校創立。
- 2001年 改制為耕莘護理專科學校。
- 2004年 增設幼兒保育科。
- 2005年 增設化妝品應用與管理科。
- 2007年 增設資訊管理科。改名為耕莘健康管理專科學校。
- 2008年 成立宜蘭分部，並於宜蘭分部設立護理科、健康休閒管理科及美容保健科。
- 2009年 宜蘭分部增設數位媒體設計科。
- 2011年 新店校區停招資訊管理科。
- 2012年 宜蘭分部停招美容保健科。
- 2013年 新店校區幼兒保育科改名嬰幼兒保育科。宜蘭分部健康休閒管理科改名健康餐旅科。
- 2017年 新店校區增設口腔衛生與健康照護科。
- 2017年 新店校區護理科增開原住民專班。
- 2019年 宜蘭分部停招數位媒體科。
- 2024年 宜蘭分部增設二專健康照護科。

## 歷任校長
| 排序 | 校長   | 任期          |
| 1    | 李平和 | 1971年─1975年 |
| 2    | 馬永定 | 1975年─1980年 |
| 3    | 鄭德全 | 1980年─1983年 |
| 4    | 張國珽 | 1983年─1986年 |
| 5    | 戴志成 | 1986年─1997年 |
| 6    | 陳明清 | 1997年─2001年 |
| 7    | 楊克平 | 2001年─2011年 |
| 8    | 蕭淑貞 | 2011年─2015年 |
| 9    | 林淑玟 | 2015年─2023年 |
| 10   | 陳友倫 | 2023年─迄今   |

## 教學單位

### 新店校區
| 教學單位 | 護理科（五專）             | 嬰幼兒保育科 （五專、二專）        |
| 教學單位 | 化妝品應用與管理科（五專） | 口腔衛生與健康照護科（五專、二專） |

### 宜蘭校區
| 教學單位 | 護理科 （五專） | 健康餐旅科（五專） | 健康照護科（二專） |

## 歷年日間部師生比及新生註冊率
- 110學年度日間部學生人數4272，專任老師人數166，日間部師生比25.73（學生數/老師數）。

- 112學年度新生註冊率93.84%。
- 113學年度新生註冊率82.51%。

## 外部連結
- 官方网站